# Revenge of the Creature

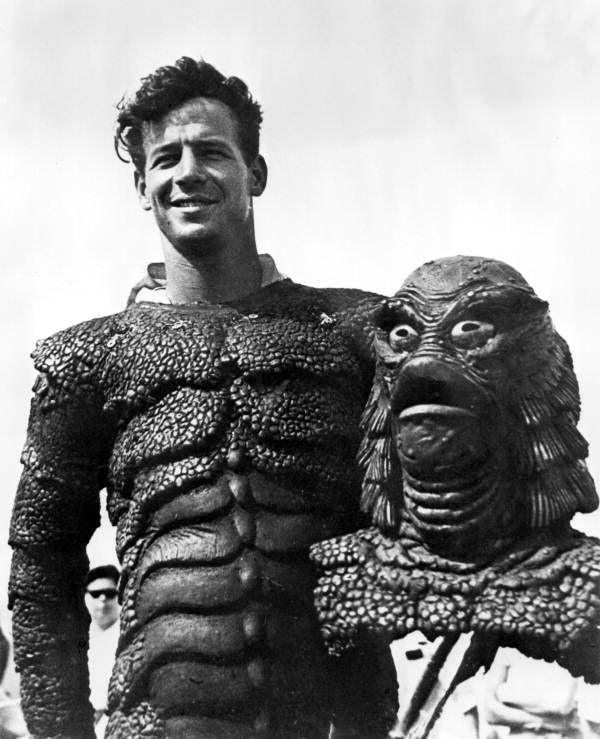
Ricou Browning interpretó al «Gill Man» en las escenas submarinas de Creature from the Black Lagoon (1954), Revenge of the Creature (1955) y The Creature Walks Among Us (1956).

Revenge of the Creature (conocida en español como La venganza del hombre monstruo en España y El regreso del monstruo en Argentina y México) es una película estadounidense de 1955, la primera de dos secuelas de Universal-International de Creature from the Black Lagoon. Fue la única película en 3D estrenada en 1955 y la única secuela en 3D de una película en 3D estrenada durante la «edad de oro del 3D». Producida por William Alland y dirigida por Jack Arnold (el director de la primera película Creature), la película está protagonizada por John Agar, Lori Nelson, John Bromfield y Nestor Paiva. La criatura fue interpretada por Tom Hennesy en tierra y, una vez más, interpretada por Ricou Browning bajo el agua. Marcó un papel temprano para Clint Eastwood, en su debut cinematográfico.
Revenge of the Creature se estrenó en Denver el 23 de marzo de 1955 y una película «plana», no en 3D, The Creature Walks Among Us, siguió en 1956. Revenge fue lanzada como una función doble con Cult of the Cobra.

## Argumento
Habiendo sobrevivido previamente siendo acribillado a balazos, el Gill-man es capturado y enviado al Ocean Harbor Oceanarium en Florida, donde lo estudia el psicólogo animal, profesor Clete Ferguson (John Agar) y la estudiante de ictiología Helen Dobson (Lori Nelson).
Helen y Clete rápidamente comienzan a enamorarse, para disgusto de Joe Hayes (John Bromfield), el guardián de Gill-man. Gill-man siente simpatía instantánea por Helen, lo que obstaculiza gravemente los esfuerzos de Clete por comunicarse con él. Finalmente, Gill-man escapa de su tanque, mata a Joe en el proceso y huye al mar abierto.
Incapaz de dejar de pensar en Helen, Gill-man pronto comienza a acecharla a ella y a Clete, y finalmente la secuestra de un restaurante junto al mar donde los dos están en una fiesta. Clete intenta perseguirlo, pero Gill-man escapa al agua con su rehén. Clete y la policía llegan justo a tiempo y cuando la criatura sale a la superficie, la policía le dispara mientras Clete salva a Helen.

## Reparto
- John Agar como Prof. Clete Ferguson.
- Lori Nelson como Helen Dobson.
- John Bromfield como Joe Hayes.
- Nestor Paiva como Lucas.
- Grandon Rodas como Jackson Foster.
- Dave Willock como Lou Gibson.
- Robert Williams como George Johnson.
- Charles Cane como Capitán de policía.
- Robert Hoy como Charlie.
- Brett Halsey como Pete.
- Ricou Browning como Gill-man (bajo el agua).
- Tom Hennesy como Gill-man (en tierra).
- Jere A. Beery, Sr. como Fotógrafo de noticias (al lado del tanque).
- Patsy Lee Beery como Chica besando en coche.
- Clint Eastwood como Técnico de laboratorio Jennings (sin acreditar).

## Producción

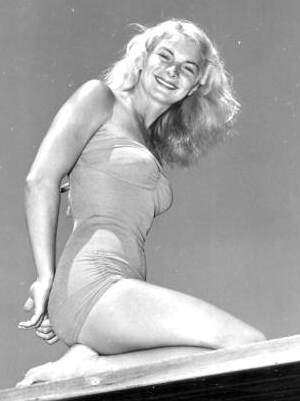
Ginger Stanley hizo acrobacias bajo el agua como doble de riesgo de las respectivas protagonistas principales en las dos primeras películas Creature.

Usando los títulos provisionales de Return of the Creature y Return of the Creature from the Black Lagoon, la filmación tuvo lugar en el Marineland de Florida, que desempeñó el papel del Ocean Harbor Oceanarium de la película. El río St. Johns reemplazó al Amazonas en la película.
El restaurante Lobster House donde la Criatura secuestra a Helen estaba ubicado en Jacksonville, Florida. Fue destruido por un incendio en 1962. El restaurante Diamondhead (ahora River City Brewing Co.) se construyó luego junto al sitio donde una vez estuvo la antigua Lobster House. El Friendship Park se construyó en un terreno baldío cerca de donde se encontraba la Lobster House.
Revenge of the Creature marca el debut en la pantalla de Clint Eastwood, quien aparece sin acreditar como un técnico de laboratorio llamado Jennings al principio de la historia. Se le muestra discutiendo con el profesor Ferguson, acusando a un gato sujeto de prueba de comerse una rata de laboratorio, solo para encontrar la rata en el bolsillo de su bata de laboratorio.

## Recepción
En The New York Times, Revenge of the Creature fue descartada como una secuela de cuarta categoría con el comentario, «... nos vamos, como antes». Aparte de algunas secuencias interesantes que involucran el escenario, «lo que probablemente sea el acuario más inusual del mundo es un fondo agradable y pintoresco de hecho ...», la reseña fue desdeñosa con la producción. Escribiendo para AllMovie, el autor Hal Erickson informó que aunque la película «no es tan buena como la primera Creature [of the Black Lagoon], este seguimiento se salva con la fotografía submarina». Aunque describió la película como un «esfuerzo menor» con «no mucho que sea original o atractivo», Craig Butler escribió que «el público puede sentir más simpatía por la Criatura en esta [película], ya que lo ven encadenado, muerto de hambre y de otra manera maltratado», y que la película contiene «un intento raro (para la época) de humanizar a la protagonista femenina».
Aunque Revenge of the Creature se ha transmitido por televisión en forma de anaglifo de anteojos rojos y azules (p. ej., en 1982 en el área de la Bahía de San Francisco), originalmente se mostró en los cines con el método de luz polarizada y se vio a través de anteojos con filtros grises polarizadores. También se lanzó una versión «plana» sin 3D.
En 1997, Revenge of the Creature fue objeto de burlas en la serie de televisión de comedia Mystery Science Theater 3000, marcando su primer episodio en Sci-Fi Channel.

## Medios domésticos
Universal Studios lanzó Revenge of the Creature en VHS en Universal Monsters Classic Collection y DVD en una caja, junto con Creature from the Black Lagoon y The Creature Walks Among Us. Se agregó un documental adicional detrás de escena para el set. La película fue relanzada en Blu-ray, junto con las otras dos películas de la trilogía Creature. Revenge of the Creature también se lanzó en LaserDisc como una función doble con The Creature Walks Among Us.